# Lontano
Lontano – album nagrany przez polskiego trębacza jazzowego Tomasza Stańkę i pozostałych muzyków tworzących Tomasz Stańko Quartet.
Nagrania zarejestrowano w listopadzie 2005 w Studios La Buissonne, w Pernes-les-Fontaines we Francji. Płyta CD wydana została w 2006 przez niemiecką wytwórnię ECM Records (ECM 1980).
Album w Polsce uzyskał status złotej płyty.

## Muzycy
- Tomasz Stańko – trąbka
- Marcin Wasilewski – fortepian
- Sławomir Kurkiewicz – kontrabas
- Michał Miśkiewicz – perkusja

## Lista utworów
Strona A
| 1. | „Lontano I” (Tomasz Stańko, Marcin Wasilewski, Michał Miśkiewicz, Sławomir Kurkiewicz)   | 12:52   |
|    |                                                                                          |         |
| 2. | „Cyrhla” (Tomasz Stańko)                                                                 | 7:06    |
|    |                                                                                          |         |
| 3. | „Song for Ania” (Tomasz Stańko)                                                          | 7:43    |
|    |                                                                                          |         |
| 4. | „Kattorna” (Krzysztof Komeda)                                                            | 6:33    |
|    |                                                                                          |         |
| 5. | „Lontano II” (Tomasz Stańko, Marcin Wasilewski, Michał Miśkiewicz, Sławomir Kurkiewicz)  | 14:58   |
|    |                                                                                          |         |
| 6. | „Sweet Thing” (Tomasz Stańko)                                                            | 6:58    |
|    |                                                                                          |         |
| 7. | „Trista” (Tomasz Stańko)                                                                 | 4:39    |
|    |                                                                                          |         |
| 8. | „Lontano III” (Tomasz Stańko, Marcin Wasilewski, Michał Miśkiewicz, Sławomir Kurkiewicz) | 12:05   |
|    |                                                                                          |         |
| 9. | „Tale” (Tomasz Stańko)                                                                   | 3:57    |
|    |                                                                                          |         |
|    |                                                                                          | 1:16:51 |
|    |                                                                                          |         |

## Informacje uzupełniające
- Producent – Manfred Eicher
- Inżynier dźwięku – Gérard De Haro
- Projekt graficzny – Sascha Kleis
- Zdjęcia kwartetu – Caroline Forbes
- Zdjęcia – Marek Szczepański